# Списак универзитета у Босни и Херцеговини
Списак универзитета у Босни и Херцеговини.

## Државни
Државни универзитети који раде у Босни и Херцеговини су:
- Универзитет у Бањој Луци[1] (Бања Лука)
- Универзитет у Бихаћу (Бихаћ)
- Универзитет у Зеници (Зеница)
- Универзитет у Источном Сарајеву (Лукавица)
- Свеучилиште у Мостару (Мостар)
- Универзитет у Сарајеву (Сарајево)
- Универзитет у Тузли (Тузла)
- Универзитет Џемал Биједић (Мостар)

## Приватни
Приватни универзитети који раде у Босни и Херцеговини су:
- Паневропски универзитет Апеирон[2] (Бања Лука)
- Независни универзитет Бања Лука[3] (Бања Лука)
- Интернационални универзитет Берч (Сарајево)
- Универзитет Бијељина[4] (Бијељина)
- Интернационални универзитет Викторија (Мостар)
- Свеучилиште Витез[5] (Травник)
- Европски универзитет (Брчко)
- Европски универзитет (Тузла)
- Универзитет за пословне студије (Бања Лука)
- Универзитет за пословни инжењеринг и менаџмент[6] (Бања Лука)
- Универзитет Привредна академија (Брчко)
- Интернационални универзитет у Сарајеву (Сарајево)
- Универзитет Синергија[7] (Бијељина)
- Слобомир П универзитет[8] (Добој)
- Интернационални универзитет Травник (Травник)
- Универзитет у Травнику[9] (Травник)
- Свеучилиште Херцеговина (Мостар)
- (Сарајево)